# Kyranycha fraudatrix
Kyranycha fraudatrix là một loài bọ cánh cứng trong họ Cerambycidae.